# 颱風妮妲 (2004年)
颱風妮妲（英語：Typhoon Nida），在菲律宾被稱為颱風丁多，是2004年太平洋颱風季的第四個熱帶氣旋和第二個獲命名的風暴。妮妲是2004年颱風季的第二個超級颱風，達到風力時速260公里（一分鐘平均）的最高強度。風暴在菲律宾東南方形成，隨後向西北移動並增強。颱風掠過菲律賓東部，導致整個菲律賓群島出現大雨。妮妲後來向東北加速，在轉變成溫帶氣旋的同時掠過日本以東海域。妮妲合共造成130萬（2004年美元）的損失，亦導致31人死亡。

## 發展經過
5月12日，一個持續有雷暴發展的區域在帛琉西南約350公里的季风槽內形成。衛星圖像顯示出一個弱低層環流。最初，聯合颱風警報中心（JTWC）預測風暴不會增強。翌日，預報員觀察到風暴正在增強，並將系統升級至熱帶低氣壓標準。菲律賓大氣地球物理和天文服務管理局的預報員將風暴命名為熱帶低氣壓丁多（Dindo）。
在形成時，該低氣壓位於帛琉以東310公里處，以每小時5公里的速度向西北移動。快速散射儀衛星圖像顯示，低氣壓的風速接近每小時46公里並且還在上升。衛星圖像後來顯示，低層環流內正在組織深層對流。5月14日早上，低氣壓迅速增強成熱帶風暴，日本氣象廳（JMA）將其命名為妮妲。風暴仍在增強，當晚較後時間風暴轉向西北移動，達到颱風標準。颱風妮妲以每小時11公里的速度轉向西北偏西移動，達到風力時速185公里（一分鐘平均，下同），相當於三級颶風標準。5月16日，妮妲達到超級颱風標準，風速達到達到每小時266公里。在最高強度，其最強風力從中心向外延伸56公里。衛星圖像顯示，風暴形成一個直徑40公里的清晰風眼。5月17日，妮妲的中心橫過菲律賓卡坦端內斯島。
登陸後，妮妲有所減弱，然後轉向更北並減速。再次進入西太平洋較溫暖的水域，妮妲的風速重新增強至每小時250公里。5月18日晚上，颱風開始減弱。紅外線衛星圖像顯示風眼被高層卷層雲遮敝，表示颱風正在減弱。隨著妮妲繼續轉向東北移動，眼壁結構明顯變得混亂。妮妲加速向東北移動，其最大持续风速降至每小時148公里。與日本上空的高層低壓系統相互作用，颱風形狀顯著拉長。當中心經過日本东京以南約467公里時，妮妲跌破颱風標準。到5月21日，妮妲轉變成溫帶氣旋。妮妲在北日本東北方減弱時日本氣象廳繼續追踪其殘留。

## 防災措施及影響

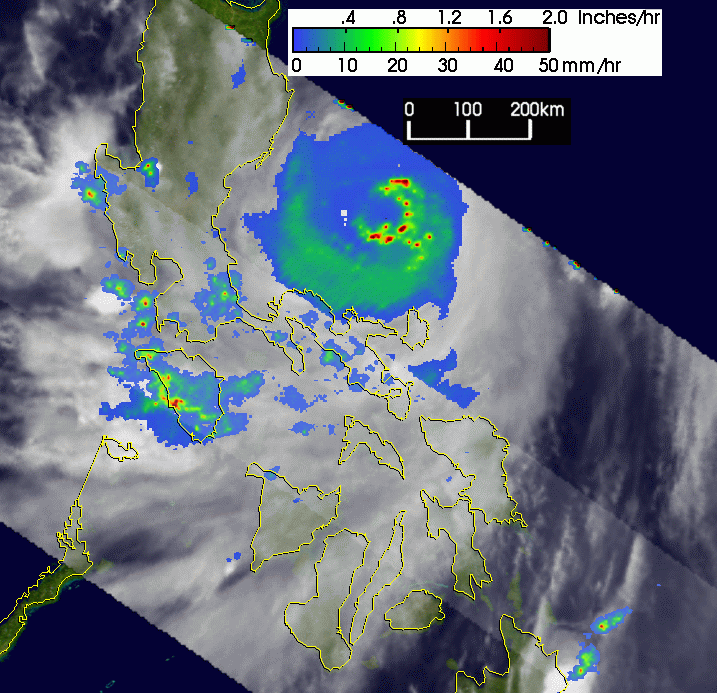
2004年5月17日，颱風妮妲的熱帶降雨觀測計劃衛星圖像

在菲律宾，當局開放避難中心並容納2,986人。渡輪運營因颱風逼近而取消，令15,057名乘客滯留。在臺灣，因應預報模型預測颱風吹襲臺灣的可能性很高，交通部中央氣象局預報員發布颱風警告。總統陳水扁的就職典禮準備工作受警告影響而中斷。
在菲律賓，卡坦端內斯島比拉克在當地時間5月17日早上6時的錄得每小時190公里的風速。當地氣壓下降到965毫巴（28.5英寸汞柱）。颱風帶來的建築物破壞非常嚴重，破壞或完全摧毀700－4,000多所房屋，導致11,000人流離失所。妮妲在新怡詩夏省吉姆巴產生龍捲風，造成中度破壞。風暴過後，總統格洛丽亚·马卡帕加尔-阿罗约宣佈八個省進入緊急狀態。
妮妲在菲律宾東部產生強降雨。據報導，歐姆鮑（Ombao）的降雨量高達270毫米，而那牙市的降雨量為150毫米。菲律宾其他地區的降雨量介乎104毫米至372毫米。在妮妲登陸時，報告了31人喪生（20人確認死亡，11人下落不明）。在卡莫特斯群島，一艘渡輪在風暴中沉沒，九人溺水身亡，五人被宣佈失蹤。在海上的其他地方，13名船員在他們的船於呂宋附近擱淺時獲救。颱風合計在菲律宾東部共造成130萬美元的損失。
在日本，妮妲外圍雨带產生的暴雨在福島縣引發水浸和山泥傾瀉。幾條高速公路由於水位上升或瓦礫被關閉，一些房屋也被淹沒。在茨城縣水戶市，電線被強風吹倒，導致360戶家庭斷電。市內一段長10米的高速公路亦發生坍塌。除了妮妲造成的建築物損壞外，在其靠近過程中造成的惡劣天氣條件導致日本空中通勤取消幾個航班。在沖繩縣南大東島，由世界气象组织營運的氣象站錄得時速115公里的陣風及972毫巴（28.7英寸汞柱）的氣壓。該站的總降雨量為32毫米，最高為71毫米。並無指妮妲在該國造成損失的報告。

## 外部連結
- 日本氣象廳有關颱風妮妲（0402）的一般資訊 （页面存档备份，存于），取自數位颱風網 （英語）
- 日本氣象廳有關颱風妮妲（0402）的最佳路徑資料 （页面存档备份，存于） （日語）
- 日本氣象廳有關颱風妮妲（0402）的最佳路徑資料（圖像） （页面存档备份，存于） （英語）
- 日本氣象廳最佳路徑資料（文字） （页面存档备份，存于） （英語）
- 聯合颱風警報中心有關第四超級颱風（妮妲）的最佳路徑資料 （页面存档备份，存于） （英語）
- 來自美國海軍研究實驗室的04W.妮妲[] （英語）